# Javier Gonzales Alponte
Javier Gonzales (Lima, 11 de mayo de 1939-Lima, 11 de abril de 2018) fue un futbolista peruano que jugaba en la posición de defensa.

## Biografía
En el 2010, Gonzales sufrió la amputación de su pierna izquierda al parecer por negligencia médica.

## Trayectoria
Javier «Muerto» Gonzales se inició en las divisiones menores del Sport Boys del Callao. Tras un paso a préstamo en Unión Callao de la liga del Callao en 1958, al año siguiente, debutó en la primera división del Perú en Sport Boys. Y jugó por el cuadro rosado durante casi toda la década del sesenta. En 1966 formó una línea defensiva bastante buena con Walter Milera, Zózimo y Popi Correa.
Tras su retiro como futbolista, fue entrenador de Deportivo Sima, Defensor La Perla, entre otros clubes del Callao.

## Selección nacional
Fue internacional con la selección de fútbol del Perú. Hizo su debut el 28 de julio de 1967 en un amistoso ante Uruguay. En total jugó dieciséis partidos con la selección peruana.
Fue parte del seleccionado peruano que eliminó a Argentina en la fase de clasificación para la Copa Mundial de Fútbol de 1970. 
En el Mundial de México 70, tuvo la oportunidad de jugar en el  histórico partido en el que Perú derrotó a Bulgaria 3-2. Ingresó por un lesionado Eloy Campos.

### Participaciones en Copas del Mundo
| Mundial                        | Sede   | Resultado        | Part. | Goles |
| ------------------------------ | ------ | ---------------- | ----- | ----- |
| Copa Mundial de Fútbol de 1970 | México | Cuartos de final | 1     | 0     |

## Clubes
| Club                   | País | Año       |
| ---------------------- | ---- | --------- |
| Unión Callao           | Perú | 1958      |
| Sport Boys             | Perú | 1959-1961 |
| Association Chorrillos | Perú | 1962      |
| Sport Boys             | Perú | 1963-1968 |
| Alianza Lima           | Perú | 1969-1973 |